# Kajas Sechskiemer-Sägehai
Kajas Sechskiemer-Sägehai (Pliotrema kajae) ist eine Haiart aus der Familie der Sägehaie (Pristiophoridae). Sie kommt an den Küsten von Madagaskar und über dem Maskarenen-Plateau nördlich von Mauritius vor.

## Merkmale

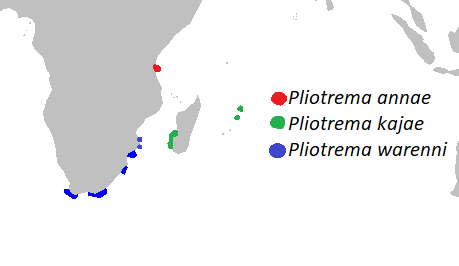
Fundstellen der drei Sechskiemer-Sägehaiarten

Kajas Sechskiemer-Sägehai erreicht eine Länge von 143 cm. Wie bei allen Sechskiemer-Sägehaien ist der Körper lang-zylindrisch und schlank gebaut. Der Kopf ist vor den Kiemenspalten abgeflacht und besitzt eine stark verlängerte und abgeflachte Schnauze mit dem für die Sägehaie typischen sägeartigen Rostrum. Das Rostrum besitzt ein ausgeprägtes Paar Barteln vor den Nasenlöchern, am Seitenrand der "Säge" dicht zusammenstehende, in Reihen angeordnete große und kleine Zähne, sowie mehr oder weniger große Stacheln auf der Unterseite. Im Unterschied zu Annas Sechskiemer-Sägehai ist das Rostrum von Kajas Sechskiemer-Sägehai relativ lang und die Anzahl der Zähne an den Rostrumseiten entsprechend höher (21 bis 31 große Zähne). Die Länge von Rostrum und Kopf liegt bei etwa 38 bis 40 % der Gesamtlänge. Das Rostrum ist bei Kajas Sechskiemer-Sägehai zwischen der Basis der Barteln und den Nasenöffnungen deutlich verengt. Die Barteln befinden sich in der Mitte des Rostrums. Im Oberkiefer hat die Haiart 38 bis 43 Reihen kleiner Zähne mit konischen Spitzen und breiten Basen.
Kajas Sechskiemer-Sägehai ist auf dem Rücken hellbraun gefärbt mit zwei dünnen gelben Längsstreifen. Die Bauchseite ist einfarbig weiß. Auf dem Rostrum verlaufen zwei dunkle Längsstreifen. Die Flossen zeigen an ihren hinteren Rändern schmale weiße Kanten.

## Systematik
Kajas Sechskiemer-Sägehai wurde in einer im März 2020 veröffentlichten Revision der Gattung Pliotrema zusammen mit Annas Sechskiemer-Sägehai (Pliotrema annae) durch den deutschen Ichthyologen Simon Weigmann und einige Mitarbeiter beschrieben und nach seiner Tochter benannt. Die im Jahr 1906 durch den britischen Ichthyologen Charles Tate Regan beschriebene Gattung Pliotrema galt vorher als monotypisch.